# Герб ЗАТО Циолковский
Герб ЗАТО Циолковский — официальный символ ЗАТО Циолковский Амурской области Российской Федерации. Герб утверждён решением Думы ЗАТО Циолковский 31 октября 2019 года и внесён в Государственный геральдический регистр Российской Федерации с присвоением регистрационного номера 12731. Действующий герб является первым официальным гербом Циолковского (ранее — Углегорск).

## Описание и обоснование символики
Геральдическое описание герба (блазон):
В лазоревом поле с зелёной, окаймлённой золотом, оконечностью поверх всего пониженный серебряный земной шар с условной лазоревой сеткой координат, выше которого в пояс — три серебряных наконечника стрел, у которых вместо втулок — червлёные пламена. Щит увенчан муниципальной короной установленного образца.
Обоснование символики:
Три серебряных наконечника стрел с червлёными пламенами вместо втулок символизируют градообразующую отрасль ЗАТО Циолковский — космонавтику, а также три этапа развития города: период, когда здесь была дислоцирована ракетная дивизия, период космодрома «Свободный» и период космодрома «Восточный». Кроме того, расположение трёх одинаковых элементов в пояс характерно для геральдики Амурской области и символизирует принадлежность ЗАТО Циолковский к Амурской области.
Серебряный земной шар с условной лазоревой сеткой координат символизирует, что в ЗАТО Циолковский расположена космическая инфраструктура, посредством которой осваивается и исследуется космическое пространство.
Лазоревое поле символизирует небо, в которое отправляются летательные аппараты с космодрома.
Зелёная, окаймлённая золотом оконечность указывает на закрытый, военный статус города и символизирует воинские знаки различия.
Муниципальная корона установленного образца (золотая башенная о пяти зубцах) говорит о статусе ЗАТО Циолковский как городского округа.
Червлень — символ храбрости, мужества, решительности.
Зелень — символ надежды, изобилия.
Золото — символ богатства, справедливости, великодушия.
Серебро — символ благородства, откровенности.

## Разработка герба
Работа над гербом и другими символами Циолковского была начата в декабре 2018 года. В августе 2019 года проект герба был одобрен Геральдическим советом при Президенте Российской Федерации. В декабре 2019 года герб ЗАТО Циолковский был внесён в Государственный геральдический регистр под № 12731. Прежде официального герба у города не существовало.
В нескольких проектах, рассматривавшихся при разработке герба Циолковского, присутствовало изображение космической ракеты, однако Геральдический совет при Президенте Российской Федерации не допускает использование в муниципальных гербах современных сложных технических устройств. Поэтому создатели герба решили заменить ракету на похожие на неё элементы — наконечники стрел с пламенами вместо втулок. Такой приём встречается в российской «космической» символике. Так, наконечник стрелы присутствует в гербе города Мирного Архангельской области, рядом с которым расположен космодром «Плесецк». Стрелка изображена также на логотипе Роскосмоса.